# Feuillure

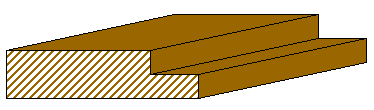
Une feuillure.

Une feuillure est une entaille pratiquée le plus ordinairement à moitié de l'épaisseur d'un dormant de fenêtre ou d'une dalle, destinée à recevoir une partie de menuiserie mobile ou fixe, un vitrage ou un platelage.